# Хендерсон, Бобби
Бобби Хендерсон (англ. Bobby Henderson, род. 18 июля 1980 года, Розберг, Орегон, США) — американский физик, основатель пародийной религии пастафарианство.

## Биография
Хендерсон родился в 1980 году в Розберге, штат Орегон.
Окончил Университета штата Орегон по специальности физика.

### Пастафарианство
Бобби Хендерсон основал пастафарианство в 2005 году в знак протеста против решения департамента образования штата Канзас, требующего ввести в школьный курс концепцию «Разумного замысла» как альтернативу эволюционному учению.
В открытом письме на своём веб-сайте Хендерсон возвещает веру в сверхъестественного создателя, похожего на макароны и тефтели — Летающего макаронного монстра (ЛММ), и призывает к изучению пастафарианства в школах наряду с другими религиями, тем самым используя аргумент reductio ad absurdum (доведение до абсурда).
В интервью 2019 года Хендерсон повторил свое убеждение в том, что религию следует держать подальше от государственных школ, а деньги — подальше от религии.

### Евангелие Летающего макаронного монстра
В декабре 2005 года Бобби Хендерсон получил аванс в размере $80000 от Villard на написание Евангелия от Летающего макаронного монстра. Хендерсон сказал, что планирует потратить доходы от книги на постройку пиратского корабля, с помощью которого он будет распространять пастафарианство. Книга была выпущена 28 марта 2006 года, она уточняет пастафарианскую систему верований. Хендерсон использует сатиру, чтобы изложить воспринимаемые недостатки эволюционной биологии и обсуждает историю и образ жизни с точки зрения пастафарианства. Евангелие призывает читателей попробовать пастафарианство в течение 30 дней, говоря, что «если мы вам не понравимся, ваша старая религия, скорее всего, примет вас обратно». Бобби Хендерсон написал на своём сайте, что было продано более 100 000 копий книг.
Scientific American назвал евангелие «очень забавным» и «сложной пародией теории „Разумного замысла“». В 2006 году оно было номинировано на премию Quill Award в категории «Юмор», но не стало победителем. Уэйн Аллен Бреннер из The Austin Chronicle охарактеризовал книгу как «необходимый кусочек юмора в чрезмерно серьёзном бою между наукой и суеверием». Саймон Сингх из The Daily Telegraph пишет, что Евангелие «может быть немного повторяющееся… но в целом, это блестящая, провокационная, остроумная и важная книжная жемчужина».
Кейси Ласкин из Discovery Institute, который выступает за теорию «Разумного замысла», назвал евангелие «издевательством над христианским Новым Заветом».
В 2016 году Евангелие Летающего макаронного монстра было переведено на русский язык.